# Palazzo Bacicci

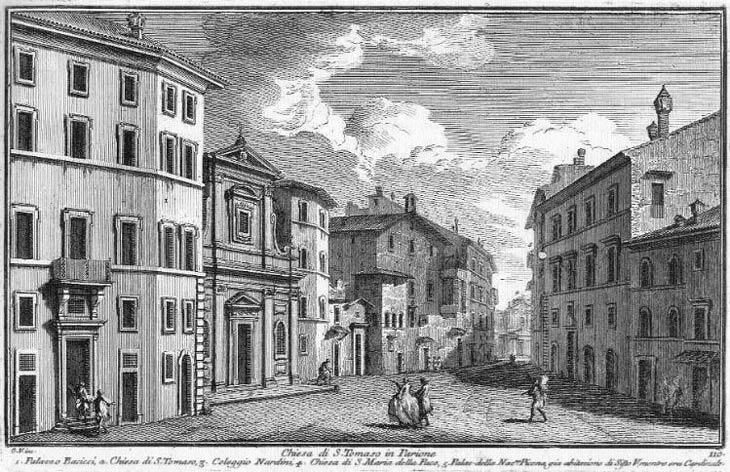
O Palazzo Bacicci é o edifício à esquerda nesta gravura de Giuseppe Vasi (1756) da Via di Parione. Ao lado está a igreja de San Tommaso in Parione.

Palazzo Bacicci, conhecido também como Casa del Baciccia, é um palacete maneirista localizado na esquina da Via del Governo Vecchio com a Via dei Parione, no rione Parione de Roma. Este edifício foi batizado em homenagem a Giovan Battista Gaulli, conhecido como Il Baciccio, o pintor famoso pelo teto de efeito ilusionístico da Igreja de Jesus, que viveu ali e foi enterrado na vizinha igreja de San Tommaso in Parione.